# Орехово (Дальнереченский район)
В Черниговском районе Приморья тоже есть село Орехово.
Оре́хово — село в Дальнереченском районе Приморского края, административный центр Ореховского сельского поселения.

## География
Село Орехово находится к юго-востоку от Дальнереченска на левом берегу реки Ореховка.
Дорога к селу Орехово идёт от села Ясная Поляна.
Расстояние от Орехово до районного центра города Дальнереченск около 73 км.
От Орехово на юго-восток идёт дорога к селу Боголюбовка.

## История
Село основано 51 семьёй (282 души) переселенцев из Подольской, Черниговской, Волынской, Каменец-Подольской, Киевской, Минской, Гродненской, Бессарабской и Полтавской губерний в 1906 году. Первоначально селение называлось Ореховый подол. С 1908 по 1913 год в Ореховый подол прибыло ещё 165 семей.
29 сентября 1909 года селение Ореховый подол было узаконено как село Орехово. 1 января 1913 года село вошло в Ракитненскую волость.
В 1929 году в Орехово создан колхоз «Волна революции», ликвидированный в 1961 году. Позже был образован Ореховский мясо-молочный совхоз с двумя отделениями — Ореховским и Боголюбовским, ликвидированный в 1990 году.

## Население
| 1906 | 1909 | 1915  | 1926  | 2002 | 2010 |
| ---- | ---- | ----- | ----- | ---- | ---- |
| 282  | ↗869 | ↗1266 | ↘1185 | ↘976 | ↘763 |

## Улицы
| - ул. Ватутина, - ул. Заливная, - ул. Заречная, - ул. Кооперативная, - ул. Леонова, | - ул. Мира, - ул. Молодёжная, - ул. Новая, - ул. Партизанская, - пер. Партизанский, | - ул. Подстанция, - мкр. Сог-Гуг, - ул. Фадеева, - ул. Черниговская. |

## Экономика
Жители занимаются сельским хозяйством.

## Известные уроженцы
- Левченко, Надежда Алексеевна (род. 1931) — советская спортсменка, двукратная чемпионка Европы и чемпионка мира по гребле на байдарках. Заслуженный мастер спорта СССР.
- Моисеенко, Валентин Григорьевич (1930—2023) — советский и российский учёный-геолог, специалист в области рудообразования, минералогии и метаморфизма золота, академик РАН

## Топографические карты
- Лист карты L-53-89. Масштаб: 1 : 100 000. Указать дату выпуска/состояния местности.
- Лист карты L-53-XXI Новопокровка. Масштаб: 1 : 200 000. Указать дату выпуска/состояния местности.